# Ангерона

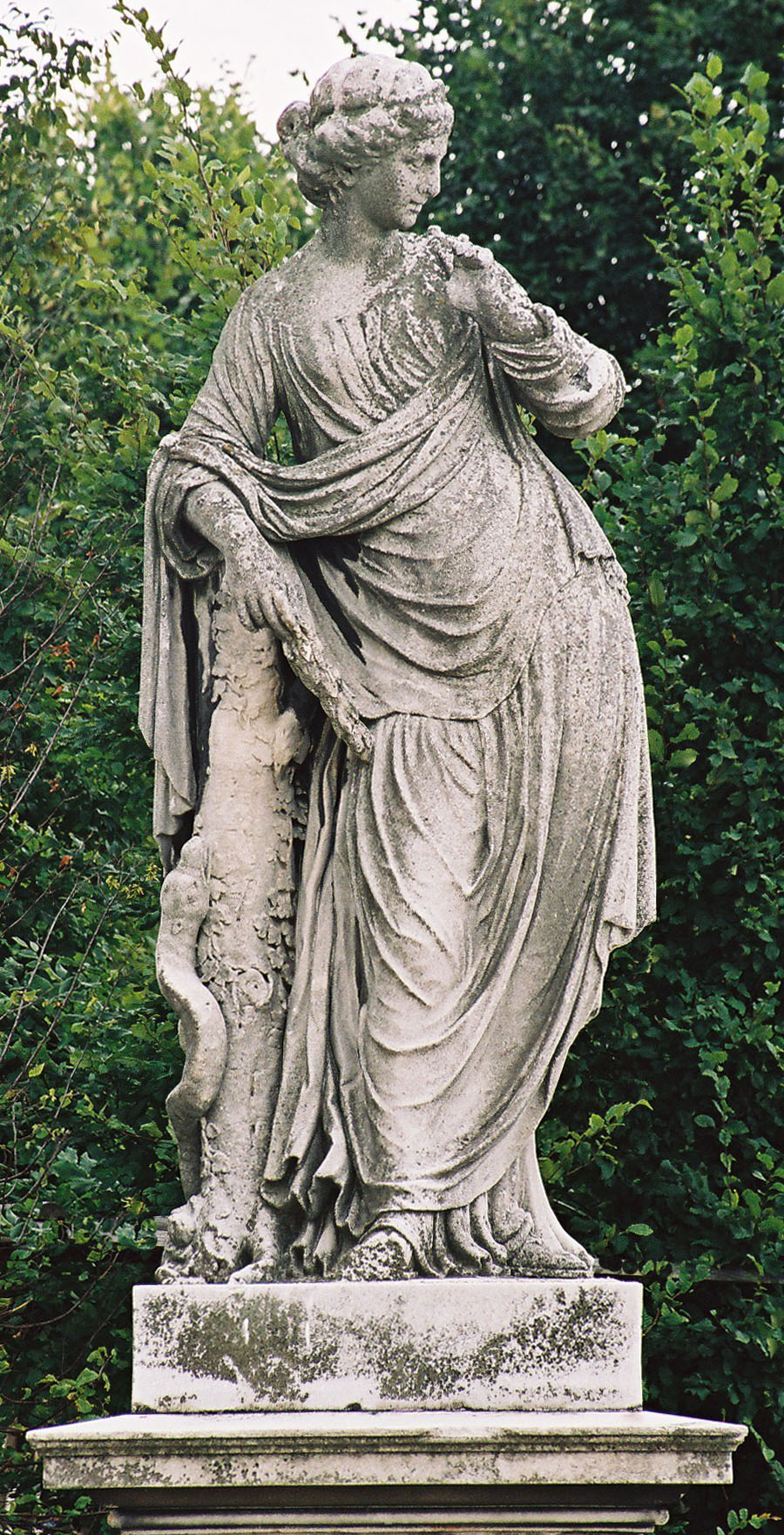
статуя Ангероны во дворце Шёнбрунн в Вене.

Ангеро́на (лат. Angerona или Angeronia) — в римской мифологии богиня, изображавшаяся с прижатым к губам пальцем. Её значение было неясно самим древним римлянам. Ангерону связывали с манами, таинственными силами, утешением в горе, исцелением от болезней. Современные исследователи рассматривают Ангерону как богиню смены времен года и помощницу при родах.
Известно, что в раннем царском периоде, среди латинов был культ божеств хранителей, охраняющих поселение и своих жителей от вражеского вторжения и связанный с этим культом ритуал призыва божества на свою сторону( evocare-вызывать).Призыв был возможен только если для призывающих было известно имя божества хранителя. И поэтому имя охраняющего бога надлежало хранить в строгой тайне. Исходя из этого многие историки делают вывод, что Ангерона была хранительницей Рима, так как возможно что прижатые к губам пальцы символично намекают о том, что римляне были обязаны хранить её имя в тайне.